# RSC Anderlecht in het seizoen 1973/74
Een overzicht van RSC Anderlecht in het seizoen 1973/74, waarin de club kampioen werd.

## Spelerskern
| Naam                   | Nationaliteit | Geboortedatum | Vorige club                          |
| ---------------------- | ------------- | ------------- | ------------------------------------ |
| Keepers                |               |               |                                      |
| Leen Barth             | Nederland     | 11-01-1951    | Fortuna Vlaardingen (1968–1970)      |
| Jan Ruiter             | Nederland     | 24-11-1946    | FC Volendam (1963–1971)              |
| Verdedigers            |               |               |                                      |
| Hugo Broos             | België        | 10-04-1952    | Humbeek FC (1969–1970)               |
| Camille Delvigne       | België        | 26-09-1954    | /                                    |
| Georges Heylens        | België        | 08-08-1941    | /                                    |
| Gilbert Van Binst      | België        | 05-07-1951    | /                                    |
| Jos Volders            | België        | 30-12-1949    | /                                    |
| Middenvelders          |               |               |                                      |
| Ludo Coeck             | België        | 25-09-1955    | Berchem Sport (1971–1972)            |
| Eddy De Bolle          | België        | 26-09-1949    | Daring Club de Bruxelles (1965–1972) |
| Werner Deraeve         | België        | 14-03-1950    | /                                    |
| Jean Dockx             | België        | 24-05-1941    | Racing White (1966–1971)             |
| Jan Verheyen           | België        | 09-07-1944    | Beerschot VAV (1961–1971)            |
| Aanvallers             |               |               |                                      |
| Torsten-Frank Andersen | Denemarken    | 27-03-1949    | Akademisk BK (1972–1973)             |
| André De Nul           | België        | 14-07-1946    | Lierse SK (1968–1973)                |
| Inge Ejderstedt        | Zweden        | 24-12-1946    | Östers IF (1967–1970)                |
| Attila Ladinszky       | Hongarije     | 30-09-1949    | Feyenoord (1972–1973)                |
| Rob Rensenbrink        | Nederland     | 03-07-1947    | Club Brugge (1969–1971)              |
| William Stallaert      | België        | 07-09-1952    | /                                    |
| François Van der Elst  | België        | 01-12-1954    | /                                    |
| Paul Van Himst         | België        | 20-10-1943    | /                                    |

### Technische staf
|                 |                      |               |
| Functie         | Naam                 | Nationaliteit |
| Coach           | Urbain Braems (foto) | België        |
| Kinesitherapeut | Fernand Beeckman     | België        |

## Resultaten
Een overzicht van de competities waaraan Anderlecht in het seizoen 1973-1974 deelnam.
| Seizoen 1973/74  | Seizoen 1973/74 | Seizoen 1973/74                   |
| Competitie       | Resultaat       | Uitgeschakeld door / Tegenstander |
| ---------------- | --------------- | --------------------------------- |
| Eerste Klasse    | Kampioen        |                                   |
| Beker van België | 1/8 finale      | Beerschot VAV                     |
| Europacup II     | 1/16 finale     | FC Zürich                         |

## Uitrustingen
Shirtsponsor(s): Belle-Vue
| Thuis | Uit |

## Transfers

### Zomer
| Naam                   | Nationaliteit | Van/naar             | Type           |
| ---------------------- | ------------- | -------------------- | -------------- |
| Inkomend               |               |                      |                |
| Torsten-Frank Andersen | Denemarken    | Akademisk BK         | Gekocht        |
| André De Nul           | België        | Lierse SK            | Gekocht        |
| Uitgaand               |               |                      |                |
| Jacques Stockman       | België        |                      | Einde carrière |
| Gerhard Mair           | Oostenrijk    |                      | Einde carrière |
| Julien Kialunda        | Zaïre         | Leopold FC Bruxelles | Verkocht       |
| Eddy Lievens           | België        | Lierse SK            | Verkocht       |
| Erik Egyed             | België        | KSV Oudenaarde       | Verkocht       |

## Competitie

### Klassement
|         |    |                               | P  | W  | G  | V  | +  | -  | DS  | Ptn |
| ------- | -- | ----------------------------- | -- | -- | -- | -- | -- | -- | --- | --- |
| K       | 1  | RSC Anderlechtois             | 30 | 17 | 7  | 6  | 72 | 38 | 34  | 41  |
| (UEFA)  | 2  | R. Antwerp FC                 | 30 | 15 | 9  | 6  | 48 | 33 | 15  | 39  |
| (UEFA)  | 3  | Racing White Daring Molenbeek | 30 | 13 | 13 | 4  | 50 | 25 | 25  | 39  |
|         | 4  | R. Standard de Liège          | 30 | 12 | 10 | 8  | 43 | 30 | 13  | 34  |
|         | 5  | Club Brugge KV                | 30 | 13 | 6  | 11 | 61 | 43 | 18  | 32  |
|         | 6  | RFC Liégeois                  | 30 | 11 | 9  | 10 | 42 | 42 | 0   | 31  |
|         | 7  | KV Mechelen                   | 30 | 10 | 11 | 9  | 34 | 35 | −1  | 31  |
|         | 8  | KSV Cercle Brugge             | 30 | 8  | 11 | 11 | 46 | 48 | −2  | 27  |
| (beker) | 9  | KSV Waregem                   | 30 | 8  | 11 | 11 | 38 | 49 | −11 | 27  |
|         | 10 | SK Beveren-Waas               | 30 | 7  | 13 | 10 | 24 | 30 | −6  | 27  |
|         | 11 | K. Beringen FC                | 30 | 9  | 8  | 13 | 29 | 48 | −19 | 26  |
|         | 12 | KFC Diest                     | 30 | 8  | 10 | 12 | 44 | 51 | −7  | 26  |
|         | 13 | K. Beerschot VAV              | 30 | 8  | 10 | 12 | 36 | 47 | −11 | 26  |
|         | 14 | K. Berchem Sport              | 30 | 7  | 12 | 11 | 33 | 45 | −12 | 26  |
| E       | 15 | K. Lierse SV                  | 30 | 6  | 13 | 11 | 35 | 51 | −16 | 25  |
| E       | 16 | K. Sint-Truidense VV          | 30 | 6  | 11 | 13 | 30 | 50 | −20 | 23  |

P: wedstrijden gespeeld, W: wedstrijden gewonnen, G: gelijke spelen, V: wedstrijden verloren, +: gescoorde doelpunten, -: doelpunten tegen, DS: doelsaldo, Ptn: totaal punten
K: kampioen, E: moet naar eindronde, (beker): bekerwinnaar, (UEFA): geplaatst voor UEFA-beker

## Statistieken
De spelers met de meeste wedstrijden zijn in het groen aangeduid, de speler met de meeste doelpunten in het geel.
| Naam                   | Eerste klasse | Eerste klasse | Beker van België | Beker van België | Europacup I | Europacup I | Totaal | Totaal |
| Naam                   | Wed           | Goals         | Wed              | Goals            | Wed         | Goals       | Wed    | Goals  |
| ---------------------- | ------------- | ------------- | ---------------- | ---------------- | ----------- | ----------- | ------ | ------ |
| Torsten-Frank Andersen | 1             | 0             | 1                | 0                | 0           | 0           | 2      | 0      |
| Leen Barth             | 0             | 0             | 0                | 0                | 0           | 0           | 0      | 0      |
| Hugo Broos             | 29            | 0             | 4                | 0                | 2           | 0           | 35     | 0      |
| Ludo Coeck             | 28            | 4             | 4                | 1                | 2           | 0           | 34     | 5      |
| Eddy De Bolle          | 16            | 0             | 4                | 0                | 2           | 0           | 22     | 0      |
| André De Nul           | 29            | 11            | 3                | 2                | 2           | 0           | 34     | 13     |
| Camille Delvigne       | 1             | 0             | 0                | 0                | 0           | 0           | 1      | 0      |
| Werner Deraeve         | 3             | 0             | 0                | 0                | 0           | 0           | 3      | 0      |
| Jean Dockx             | 30            | 0             | 4                | 0                | 2           | 0           | 36     | 0      |
| Inge Ejderstedt        | 3             | 0             | 2                | 0                | 1           | 0           | 6      | 0      |
| Georges Heylens        | 0             | 0             | 0                | 0                | 0           | 0           | 0      | 0      |
| Attila Ladinszky       | 27            | 22            | 4                | 3                | 2           | 0           | 33     | 25     |
| Rob Rensenbrink        | 29            | 20            | 3                | 2                | 2           | 3           | 34     | 25     |
| Jan Ruiter             | 30            | 0             | 4                | 0                | 2           | 0           | 36     | 0      |
| William Stallaert      | 0             | 0             | 0                | 0                | 0           | 0           | 0      | 0      |
| Gilbert Van Binst      | 28            | 0             | 3                | 1                | 2           | 0           | 33     | 1      |
| François Van der Elst  | 29            | 7             | 3                | 0                | 2           | 0           | 34     | 7      |
| Paul Van Himst         | 28            | 7             | 4                | 0                | 1           | 0           | 33     | 7      |
| Jan Verheyen           | 28            | 0             | 3                | 0                | 2           | 0           | 33     | 0      |
| Jos Volders            | 29            | 1             | 4                | 0                | 2           | 0           | 35     | 1      |

## Individuele prijzen
| Prijs                      | Winnaar          |
| -------------------------- | ---------------- |
| Topscorer in Eerste Klasse | Attila Ladinszky |

## Afbeeldingen

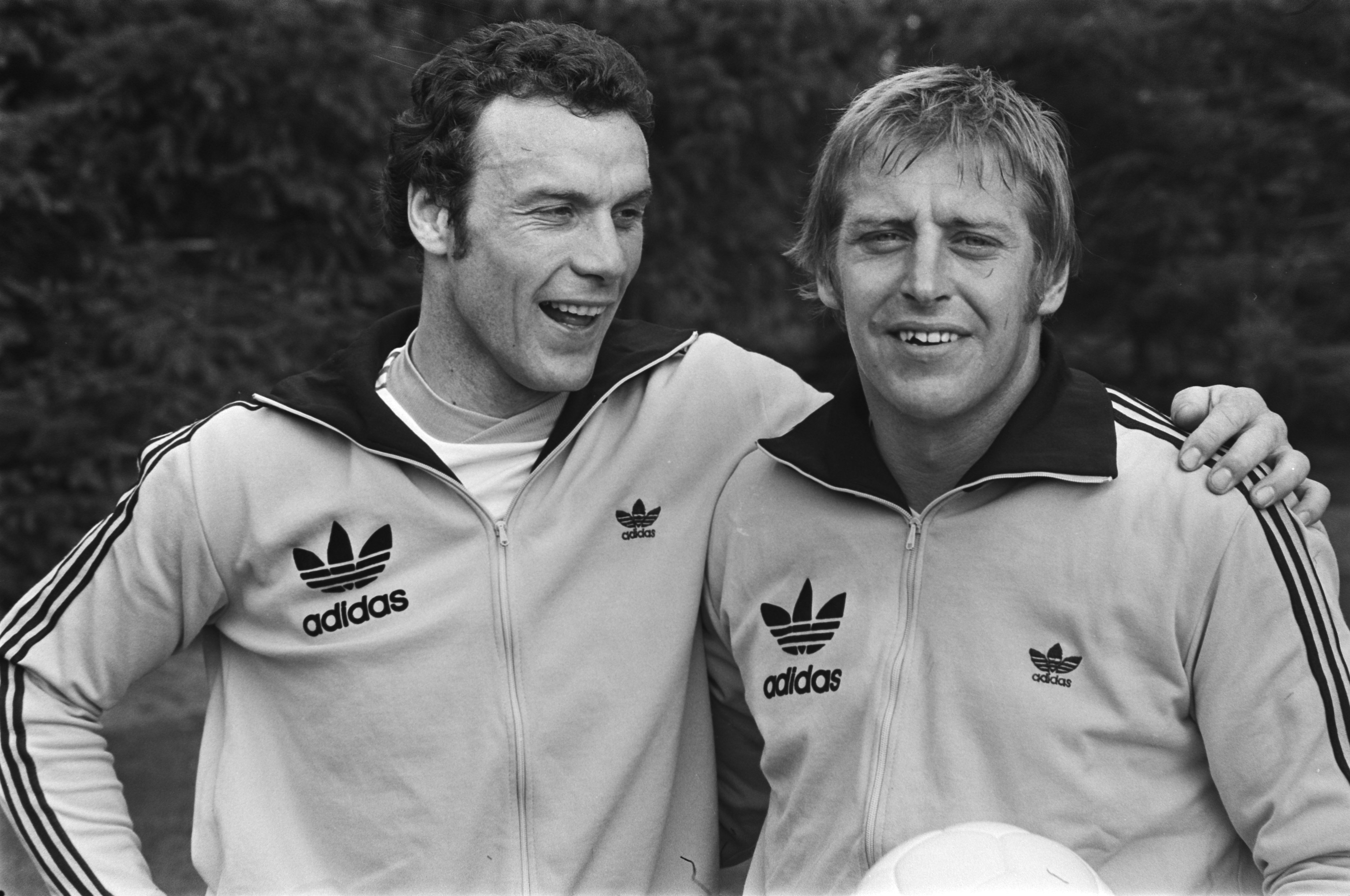
Jan Ruiter (doelman)
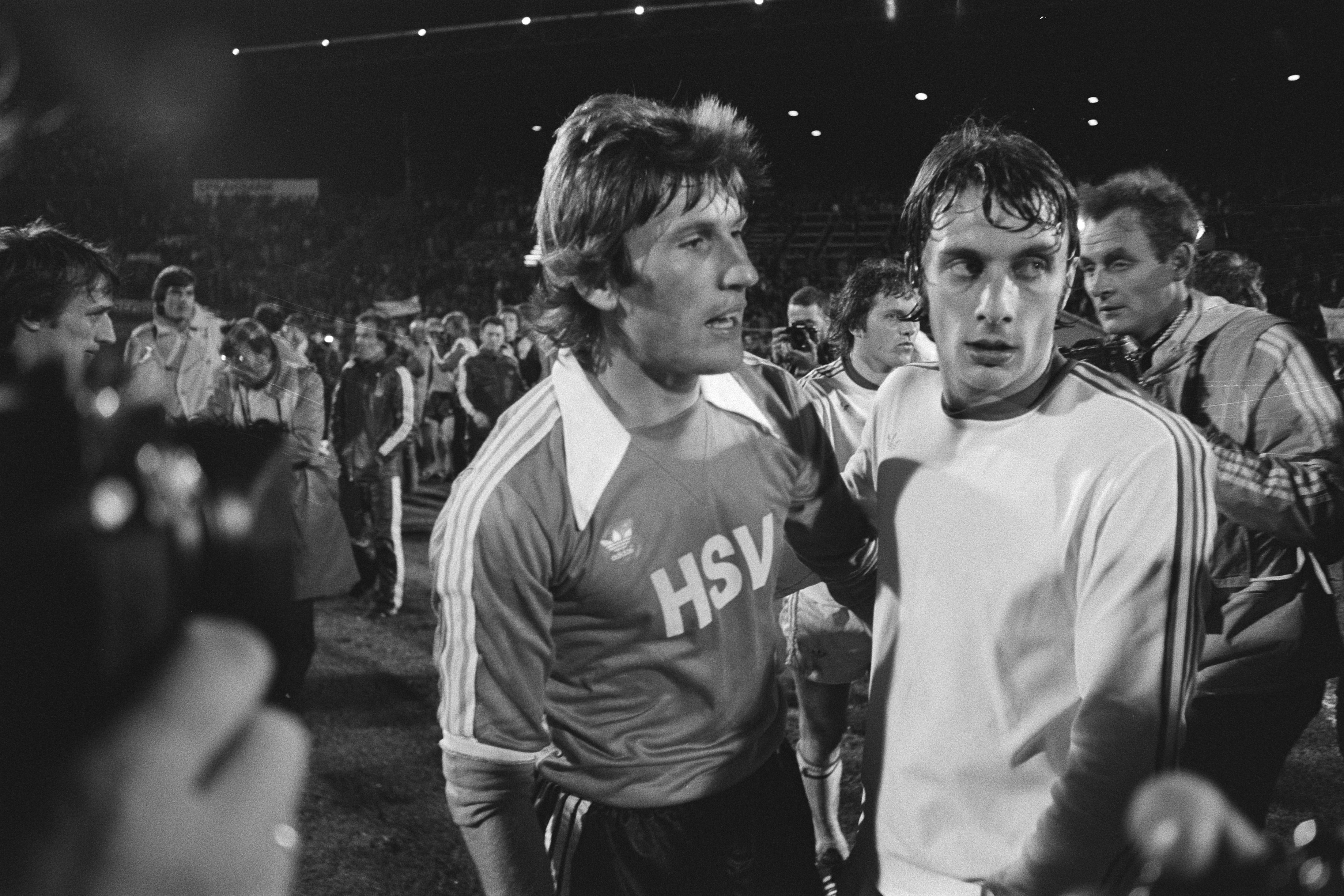
Gilbert Van Binst (verdediger)
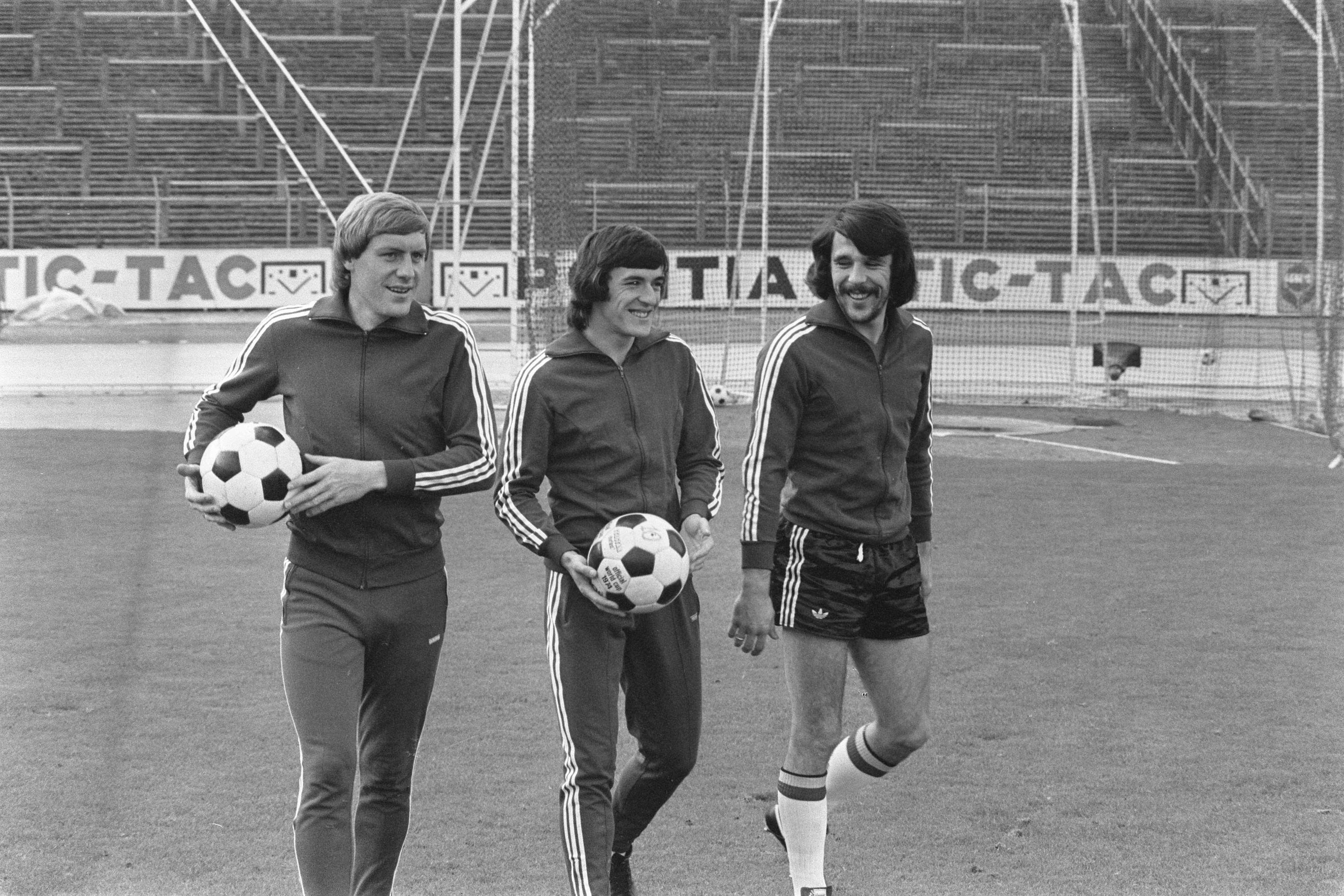
Hugo Broos (verdediger)
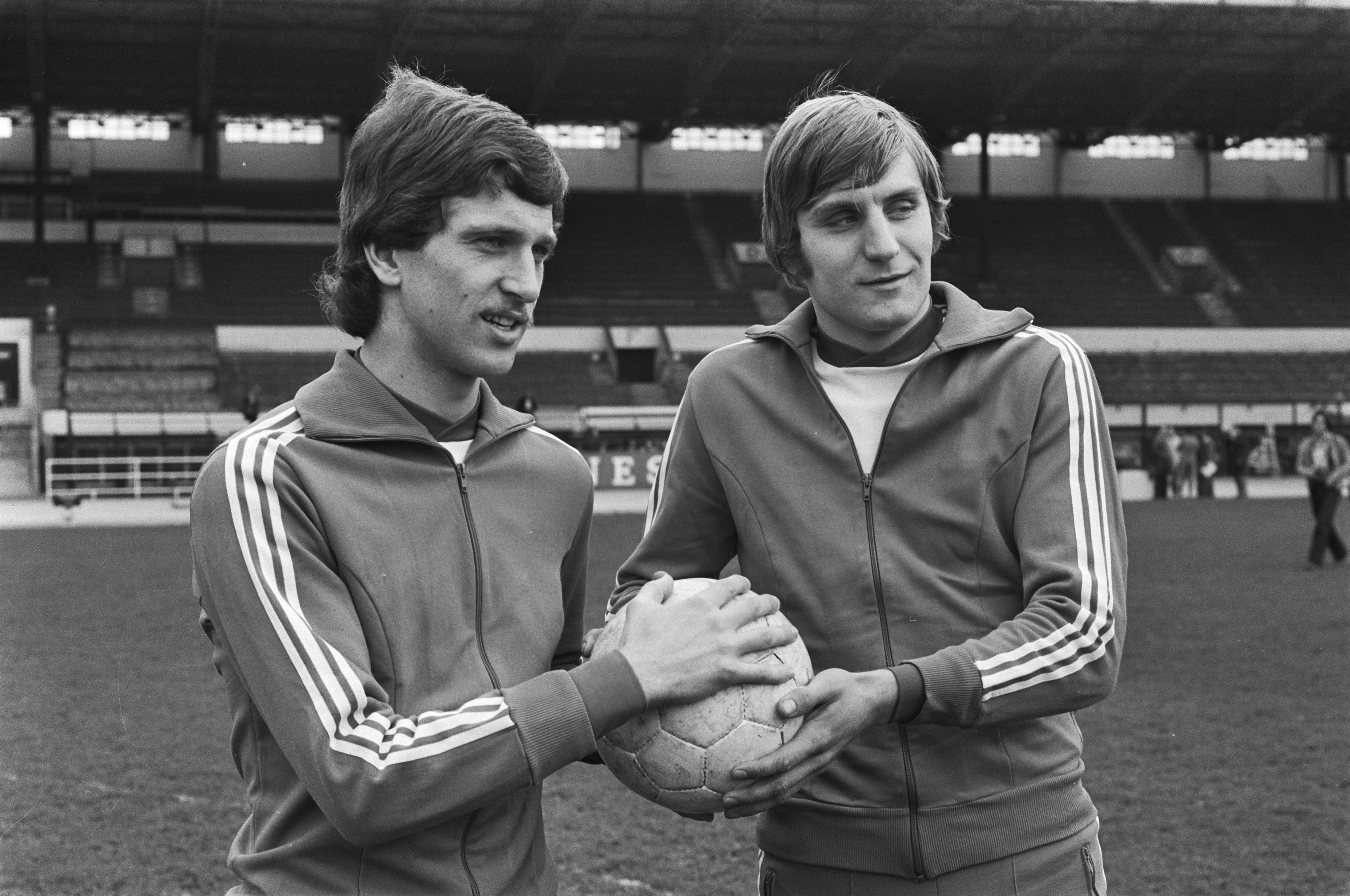
Ludo Coeck (middenvelder)
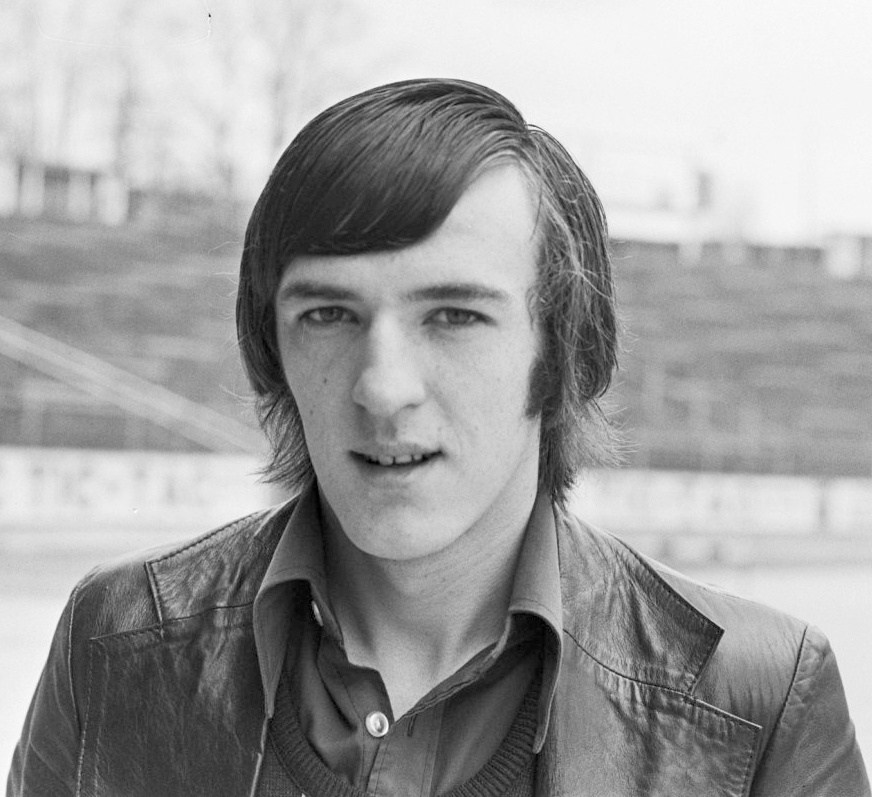
François Van der Elst (aanvaller)
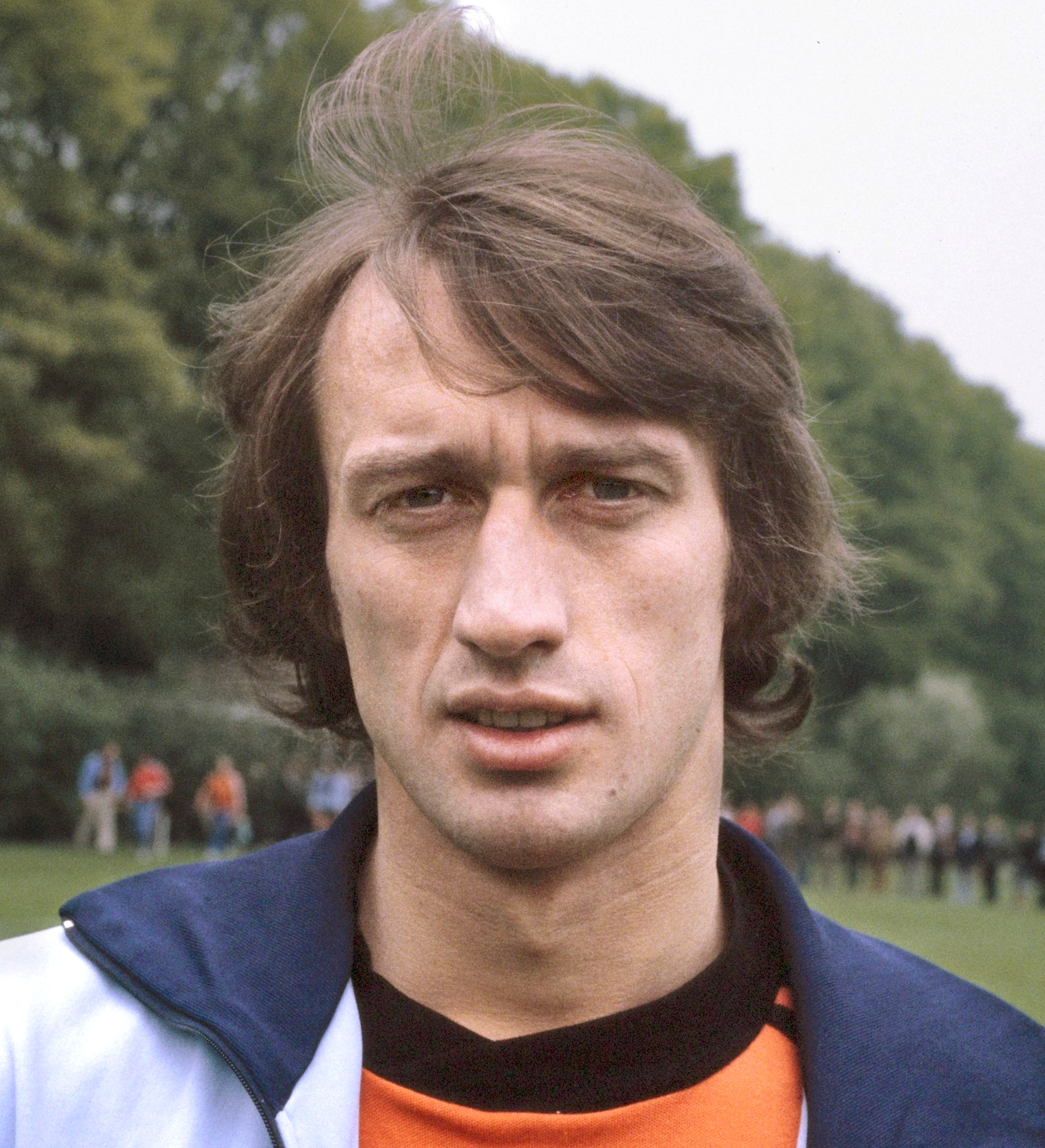
Rob Rensenbrink (aanvaller)
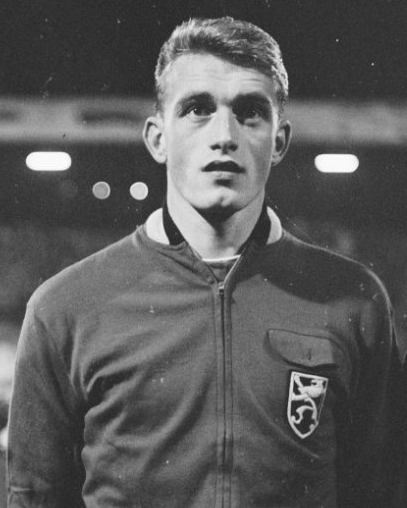
Paul Van Himst (aanvaller)
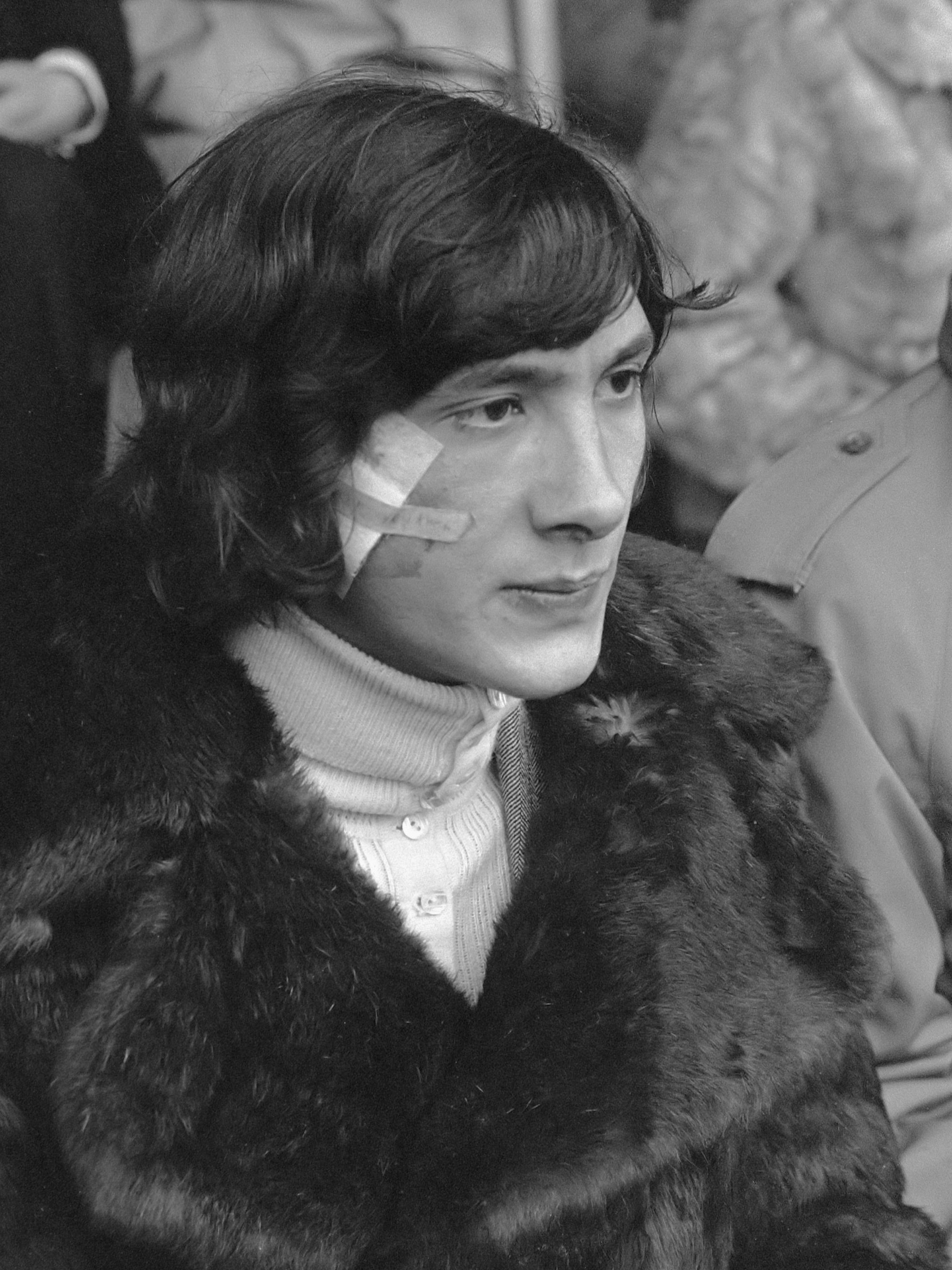
Attila Ladinszky (aanvaller)